# João-porca
Corre-ramos-ribeirinho ou joão-porca (Lochmias nematura) é uma ave passeriforme da família dos furnariídeos, encontrada em grande parte da América do Sul. Tal ave mede cerca de 14 cm de comprimento e plumagem marrom-escura com manchas brancas em forma de gota na garganta, peito e abdome. A ave habita as margens de córregos, onde se alimenta de insetos e larvas, podendo procurar alimentos inclusive em chiqueiros e esgotos, razão dos diversos nomes populares, tais como capitão-da-porcaria, capitão-das-porcarias, joão-suiriri, macuquinho, presidente-da-porcaria, presidente-das-porcarias, tiriri e tridi.

## Taxonomia e sistemática
Lochmias nematura é o único membro do seu gênero e possui estas seis subespécies:
- L. n. nelsoni Aldrich, 1945
- L. n. chimantae Phelps, WH [en] & Phelps, WH Jr [en], 1947
- L. n. castanonotus Chubb, C [en], 1918
- L. n. sororius Cabanis, 1873
- L. n. obscuratus Sclater, PL & Salvin, 1873
- L. n. nematura (Lichtenstein, MHC, 1823)

A subespécie L. n. obscuratus pode ser uma espécie separada, mas essa ideia é complicada pela L. n. sororius, cujas características são intermediárias entre a obscuratus e a subespécie nominada L. n. nematura.